# Michail Barysjnikov
Michail Nikolajevitsj Barysjnikov (Russisch: Михаил Николаевич Барышников) (Riga, Letse Socialistische Sovjetrepubliek, 28 januari 1948) is een Amerikaans balletdanser, filmacteur en choreograaf.

## Biografie
De leeftijd waarop hij met ballet begon ligt tussen de negen en de elf. Hij zegt daar zelf verschillende dingen over. Toen hij vijftien was, ging hij naar Leningrad waar hij les kreeg van de beroemde danser Alexander Poesjkin. Ondanks zijn jonge leeftijd was het onmiddellijk duidelijk dat hij een groot talent bezat. In 1964 verhuisde hij naar Leningrad en kwam al snel op de Kirov-balletschool terecht. Omdat hij zoveel talent bezat, sloeg hij de opleiding over en mocht hij onmiddellijk een solocarrière beginnen.
In 1974 vroeg hij tijdens een tournee in Toronto asiel aan in Canada. Hij verbleef enige tijd in Canada om daarna naar de Verenigde Staten te verhuizen.
In 1977 debuteerde hij ook als acteur in de film The Turning Point waar hij de rol speelt van Yuri, een mannelijke balletdanser uit Rusland. De film kreeg 11 Oscarnominaties, waaronder 1 voor hem.
Vanaf 1978 is hij hoofd van het New York City Ballet. Later in 1980 is hij verantwoordelijk voor het American Ballet Theater. In datzelfde jaar kregen hij en actrice Jessica Lange dochter Aleksandra.
Hij kreeg ook nog 3 kinderen met ballerina Lisa Rinehart.
In 1990 lanceerde hij het White Oak Dance Project en in 2005 opende hij in Manhattan het Baryshnikov Arts Centre.

## Filmografie
- 1977 : The Turning Point - Yuri
- 1977 : Live from Lincoln Center (TV serie) - Count Albrecht
- 1977 : The Nutcracker (TV film) - Nutcracker
- 1980 : Carmen (TV film) - Don José
- 1984 : Don Quixote (Kitri's Wedding)(TV film) -Basilio
- 1985 : White Nights - Nikolai 'Kolya' Rodchenko
- 1987 : Dancers - Tony
- 1991 : The Cabinet of Dr. Ramirez - Cesar
- 2004 : Sex and the City - Aleksandr Petrovsky

## Prijzen
- 1978 Nominated Oscar, Best Actor in a Supporting Role voor The Turning Point
- 1978 Nominated Golden Globe, Best Motion Picture Actor in a Supporting Role voor The Turning Point
- 1989 Won Primetime Emmy, Outstanding Individual Performance in Classical Music/Dance Programming voor Dance in America episode "Baryshnikov Dances Balanchine".
- 1988 Nominated Primetime Emmy, Outstanding Individual Achievement - Classical

Great Performances: voor Dance in America episode "David Gordon's Made in U.S.A.".
- 1988 Nominated Primetime Emmy, Outstanding Individual Performance in a Variety or Music Program voor Great Performances episode "Celebrating Gershwin".
- 1985 Nominated Primetime Emmy Outstanding Classical Program in the Performing Arts

Great Performances: voor Dance in Americaepisode "Baryshnikov by Tharp with American Ballet Theatre".
- 1982 Nominated Primetime Emmy Outstanding Variety, Music or Comedy Program Baryshnikov in Hollywood
- 1980 Won Primetime Emmy Outstanding Variety or Music Program Baryshnikov on Broadway
- 1979 Won Primetime Emmy Outstanding Individual Achievement - Special Events

Baryshnikov at the White House
- 1978 Nominated Primetime Emmy Special Classification of Outstanding Individual Achievement voor The Nutcracker
- 1978 Won David di Donatello Awards voor The Turning Point
- 1987 Won Hasty Pudding Theatricals Man of the Year